# Amanda Park
Amanda Park az Amerikai Egyesült Államok északnyugati részén, Washington állam Grays Harbor megyéjében elhelyezkedő statisztikai település. A 2010. évi népszámlálási adatok alapján 252 lakosa van.
Amanda Park postahivatala 1942 óta működik.

## Éghajlat
A település éghajlata óceáni (a Köppen-skála szerint Cfb).
| Hónap                                   | Jan.  | Feb. | Már. | Ápr. | Máj. | Jún. | Júl. | Aug. | Szep. | Okt. | Nov. | Dec. | Év    |
| --------------------------------------- | ----- | ---- | ---- | ---- | ---- | ---- | ---- | ---- | ----- | ---- | ---- | ---- | ----- |
| Rekord max. hőmérséklet (°C)            | 17,0  | 21,0 | 23,0 | 26,0 | 35,0 | 34,0 | 39,0 | 37,0 | 34,0  | 27,0 | 21,0 | 18,0 | 39,0  |
| Átlagos max. hőmérséklet (°C)           | 7,7   | 10,3 | 10,8 | 14,5 | 18,2 | 21,7 | 25,4 | 23,6 | 21,5  | 16,0 | 10,1 | 8,5  | 15,7  |
| Átlagos min. hőmérséklet (°C)           | 1,4   | 3,1  | 1,9  | 4,1  | 6,0  | 8,5  | 9,6  | 9,9  | 9,0   | 6,4  | 2,8  | 2,3  | 5,4   |
| Rekord min. hőmérséklet (°C)            | −10,0 | −6,0 | −4,0 | −1,0 | 1,0  | 3,0  | 3,0  | 5,0  | 2,0   | −1,0 | −6,0 | −4,0 | −10,0 |
| Átl. csapadékmennyiség (mm)             | 463   | 417  | 307  | 294  | 161  | 85   | 21   | 86   | 144   | 309  | 510  | 488  | 3285  |
| Forrás: Western Regional Climate Center |       |      |      |      |      |      |      |      |       |      |      |      |       |